# Drahany
Drahany là một chợ huyện thuộc huyện Prostějov, vùng Olomoucký, Cộng hòa Séc.